# 柴野均
柴野 均（しばの ひとし、1948年9月8日 - ）は、日本の翻訳家・歴史学者。専門は西洋史、近代イタリア史。信州大学名誉教授。大阪府出身。

## 略歴

### 学歴
- 1972年　東京大学文学部卒業
- 1974年　東京大学大学院人文科学研究科修士課程修了
- 1975年　ローマ大学政治学部に留学（～78年）
- 1982年　東京大学大学院人文科学研究科博士課程単位取得満期退学

### 職歴
- 1983年　東京大学文学部助手

日本大学講師（兼任）
- 1990年　信州大学人文学部助教授
- 1996年　信州大学人文学部教授
- 2014年　信州大学退職、同大学名誉教授

## 受賞歴
- 第6回ピーコ・デッラ・ミランドラ賞 1997年

## 著作

### 単著研究報告書
- 『フランチェスコ・デ・サンクティスと同時代――イタリア近代社会における知識人の役割』科研報告書　（1996年）

### 編書目録
- 『イタリア近現代史洋書総合目録』（日外アソシエーツ、1991年）

### 共著書
- 『19世紀のヨーロッパ』（有斐閣、1980年）
- 『ヨーロッパ近代史再考』（ミネルヴァ書房、1983年）
- 『戦士の革命・生産者の国家』（太陽出版、1985年）
- 『概説イタリア史』（有斐閣、1988年）
- 『大学で学ぶ西洋史［近現代］』（ミネルヴァ書房、2011年）

### 論文
- 「1848～49年革命におけるローマの民衆運動」『社会運動史』9号（1981年）
- 「リソルジメントにおける民衆運動」『イタリア学会誌』33号（1984年）
- 「イタリア社会党の成立」『日伊文化研究』27号（1989年）
- 「ファシズムの文化政策」『信大史学』15号（1990年）
- 「19世紀ローマの歴史地理」『イタリア学会誌』33号（1992年）
- 「デ・アミーチスとVita militare」『Azurro』創刊号（1993年）
- 「エミリオ・ルッスの軌跡」『信州大学人文科学論集・人間情報学科篇』30号（1996年）

## 翻訳
- カルロ・マリア・チポッラ 『シラミとトスカナ大公』（白水社、1990年）
- ピーター・バーク 『イタリア・ルネサンスの文化と社会』（森田義之共訳、岩波書店  1992年、新版2000年）
- ロザリオ・ロメーオ（Rosario Romeo） 『カヴールとその時代』（白水社、1992年）
- ジャン・フランコ・ヴェネ（Gian Franco Ven`e） 『ファシズム体制下のイタリア人の暮らし』（白水社、1996年）
- エミリオ・ルッス（Emilio Lussu） 『戦場の一年』（白水社、2001年）
- A．カパッティ/ M．モンタナーリ  『食のイタリア文化史』（岩波書店、2011年）
- ニコラス・ファレル『ムッソリーニ』（白水社（上下）、2011年）
- ハロルド・アクトン『メディチ家の黄昏』（白水社、2012年）
- ルーシー・ヒューズ＝ハレット『ダンヌンツィオ　誘惑のファシスト』（白水社、2017年）